# 國立臺灣大學校門
國立臺灣大學校門，簡稱臺大校門，建造於1931年，位於臺灣臺北市大安區的國立臺灣大學校總區，鄰近新生南路與羅斯福路口。該校門為臺大正門與警衛室所在，現今仍為進出臺大校園的主要通道。

## 特色
日治時期昭和6年（1931年）所建的臺北帝國大學校門，為約3公尺高的堡壘型建物，是由臺灣總督府總督官房營繕課設計，建材使用臺灣本土所產褐色面磚與唭哩岸石，外觀造型樸實，結構施工精良，因採堡壘形式呈現厚實堅固之感，色彩與校園校舍同為咖啡色系。建築本身除作校門之外，也具管制學生及校內人員之用，威嚴校門中間部分巧妙嵌入面積約數坪的警衛室，左右皆可管制出入，曾被部分學生認為是威權統治象徵。
二次大戰後，臺北帝國大學改為國立臺灣大學，校門中間的「國立臺灣大學」字樣是前中華民國教育部部長朱家驊題字。

## 民主運動與校門
台大是台灣最負盛名的大學之一，也是社會學運的發祥地。校門外之廣場空間則因場地寬廣醒目，在台灣戒嚴時期亦為推動台灣民主的主要地點之一，現今仍為社會運動圖騰，台大學生仍常於此處表達對社會議題的不滿，例如著名的四六事件與廢除中華民國刑法第一百條。
1990年代，台大部分圍牆整建拆除之際，該校門曾有存廢之議。不過，該校門已由臺北市政府民政局於1998年5月公告為台北市市定古蹟。

## 附註
1. ↑  . 文化部文化資產局.   [2021-05-21]. （原始内容存档于2017-12-30）.
2. ↑  . 臺大校史館部落格. 國立臺灣大學. 2006-05-16  [2012-07-06]. （原始内容存档于2015-06-06）.

## 外部連結
- 臺大校園十二美景——台大校門（页面存档备份，存于）